# 魏力捷
魏力捷（？—），中国退役女子乒乓球运动员。她曾联同朱香云参加1977年世界乒乓球锦标赛女子双打项目，结果在决赛中不敌朴英玉/杨莹亚军。